# Undiscovered
Undiscovered is het debuutalbum van de Engelse singer-songwriter James Morrison, uitgebracht in Europa op 9 september 2006. In de eerste week verkocht hij 84.611 albums in Groot-Brittannië. De eerste single van het album was "You Give Me Something". De tweede single "Wonderful World". De derde single was "The Pieces Don't Fit Anymore", op 13 december 2006.

## Tracklist
| 1.                 | Under the Influence (Morrison/Hogarth/McEwan)          | 4:07 |
| 2.                 | You Give Me Something (Morrison/White)                 | 3:33 |
| 3.                 | Wonderful World (Morrison/White)                       | 3:30 |
| 4.                 | The Pieces Don't Fit Anymore (Morrison/Brammer/Robson) | 4:17 |
| 5.                 | One Last Chance (Morrison/Kellett/Andrews)             | 4:47 |
| 6.                 | Undiscovered (Morrison/Brammer/Robson)                 | 3:29 |
| 7.                 | The Letter (Morrison/Hector/Frank)                     | 3:46 |
| 8.                 | Call the Police (Morrison/White)                       | 3:46 |
| 9.                 | This Boy (Morrison/Kellett)                            | 3:54 |
| 10.                | If the Rain Must Fall (Morrison/Terefe)                | 4:05 |
| 11.                | The Last Goodbye (Morrison/Hogarth/McEwan)             | 5:12 |
| Totale duur: 51:07 |                                                        |      |

## Hitnoteringen
| Land                | Hoogste notering | Aantal weken |
| ------------------- | ---------------- | ------------ |
| Australië           | 17               | 13           |
| België (Vlaanderen) | 28               | 39           |
| België (Wallonië)   | 15               | 34           |
| Denemarken          | 6                | 31           |
| Duitsland           | 13               | 22           |
| Frankrijk           | 9                | 57           |
| Italië              | 16               | 15           |
| Nederland           | 5                | 65           |
| Nieuw-Zeeland       | 4                | 26           |
| Noorwegen           | 14               | 9            |
| Oostenrijk          | 14               | 15           |
| Portugal            | 17               | 2            |
| Zwitserland         | 15               | 42           |
| Zweden              | 10               | 6            |